# 성진로
성진로(Dongbu-ro)는 대한민국의 충청남도 천안시 서북구 성환읍 복지관사거리에서 시작하여, 충청북도 진천군 백곡면  갈월리 엽돈재를 연결하는 도로이다.
- 총연장  16.39Km중 9.5km 구간이 국도 제34호선 속해있다

## 주요 경유지
충청남도
- 천안시 서북구 성환읍 - 직산읍 - 입장면

충청북도
- 진천군 백곡면 갈월리

## 노선 경로
| 이름              | 접속 노선                          | 소재지            | 소재지            | 소재지                         | 비고                   |
| 연암율금로와 직결 | 연암율금로와 직결                  | 연암율금로와 직결 | 연암율금로와 직결 | 연암율금로와 직결              | 연암율금로와 직결      |
| ----------------- | ---------------------------------- | ----------------- | ----------------- | ------------------------------ | ---------------------- |
| 복지관사거리      | 국가지원지방도 제70호선 (천안대로) | 천안시            | 서북구            | 성환읍                         | 천안시도 제26호선 구간 |
| 단고개            |                                    | 천안시            | 서북구            | 성환읍                         | 천안시도 제26호선 구간 |
|                   |                                    | 천안시            | 서북구            | 성환읍                         | 천안시도 제26호선 구간 |
| 직산읍            |                                    | 천안시            | 서북구            |                                | 천안시도 제26호선 구간 |
| 구직산삼거리      | 직산로                             | 천안시            | 서북구            |                                | 천안시도 제26호선 구간 |
| 판정 교차로       | 국도 제34호선 (삼사로)             | 천안시            | 서북구            |                                | 천안시도 제26호선 구간 |
| 판정지하차도      |                                    | 천안시            | 서북구            |                                | 천안시도 제26호선 구간 |
| 판정교            |                                    | 천안시            | 서북구            |                                | 천안시도 제26호선 구간 |
|                   | 입장면                             | 천안시            | 서북구            |                                | 천안시도 제26호선 구간 |
| 입장교            |                                    | 천안시            | 서북구            |                                | 천안시도 제26호선 구간 |
| 입장사거리        | 입장로                             | 천안시            | 서북구            |                                | 천안시도 제26호선 구간 |
| 상장 교차로       | 국가지원지방도 제23호선 (망향로)   | 천안시            | 서북구            |                                | 천안시도 제26호선 구간 |
| 기로교            |                                    | 천안시            | 서북구            |                                | 천안시도 제26호선 구간 |
| (이름 없음)       | 위례성로 도림길                    | 천안시            | 서북구            | 국가지원지방도 제57호선과 중복 |                        |
| 도림 교차로       | 국도 제34호선 (삼사로)             | 천안시            | 서북구            | 국가지원지방도 제57호선과 중복 |                        |
| (이름없음)        | 서운로                             | 천안시            | 서북구            | 국가지원지방도 제57호선과 중복 |                        |
| 엽돈재            |                                    | 천안시            | 서북구            |                                |                        |
|                   | 진천군                             | 백곡면            | 백곡면            |                                |                        |
| 백곡로와 직결     |                                    |                   |                   |                                |                        |

## 주요건물 및 시설
- 시민문화여성회관 성환문화회관 (성진로 15/성월리 79)
- 등대의집 (성진로 410-11/판정리 132-1)
- 경동택배 천안서북입장신두 (성진로 603/신두리 406-16)
- 용천가든 (성진로 637/신두리 398-4)
- 커피원 (성진로 654/ 모전리 360)
- 해오름 지역아동센터 (성진로716/신덕리 200-18)
- CU 천안입장점 (성진로 720/ 신덕리 199-9)
- 세븐일레븐 천안입장점 (성진로 729/신두리 23-2)
- 고향식당 (성진로 729/신두리 23-2)
- 태경식당 (성진로 729/신두리 23-2)
- 입장방범대 (성진로 755/유리 470-14)
- GS25 입장센터점 (성진로 832-2/하장리 110-164)
- 양대초등학교 (성진로 858/하장리18-1)
- 그린카 클리닉 (성진로 884/하장리 12-5)
- 미니스톱 입장기로리점 (성진로 994/기로리 285-20)
- 입장 한우정 (성진로 1036/기로리 126-3)
- 도림카센타 (성진로 1121/도림리 324-3)
- SK에너지 도림주유소 (성진로 1123/도링리 146-1)
- 미니스톱 입장도담점 (성진로 1127/도림리 146-7)
- 팽나무골 곤드레밥집 (성진로 1255/도림리 46-1)
- HD현대오일뱅크 청룡주유소 (성진로 1400/도림리 24-1)